# Cypridopsis newtoni
Cypridopsis newtoni är en kräftdjursart som beskrevs av Brady och Robertson 1870. Cypridopsis newtoni ingår i släktet Cypridopsis, och familjen Cypridopsidae. Arten är reproducerande i Sverige.